# Cour des comptes (Algérie)
Pour les articles homonymes, voir Cour des comptes.
La Cour des comptes (en arabe : مجلس المحاسبة), est une institution supérieure de contrôle a posteriori des finances de l'État, des collectivités territoriales et des services publics régie actuellement par l’article 170 de la constitution de 1996 modifiée par la loi no 02-03 du 10 avril 2002, et la loi no 08-19 du 15 novembre 2008.

## Histoire
Créée par l'article 190 de la constitution de 1976 et consacrée à nouveau par article 160 de la constitution de 1989, la Cour des comptes est une juridiction administrative algérienne chargée principalement de juger la régularité des comptes publics, contrôler l'usage des fonds publics par les ordonnateurs, les entreprises publiques, ou même les organismes privés bénéficiant d'une aide de l'État, et d'informer le Parlement, le Gouvernement et l'opinion publique sur la conformité des comptes. La Cour des comptes établit un rapport annuel qu'elle adresse au président de la République.
L'institution est régie actuellement par l'ordonnance no 95-20 du 17 juillet 1995, modifiée et complétée par l’ordonnance 10-02 du 26 août 2010, qui détermine ses attributions, son organisation et son fonctionnement ainsi que la sanction de ses investigations.